# شاط
بلدية شاط أو الشَّط أو (نقحرة: خيتي) (بالإسبانية: Jete) هي بلدية تقع في مقاطعة غرناطة التابعة لمنطقة أندلسية جنوب إسبانيا.

## الديموغرافيا
بلغ عدد سكان بلدية شاط 888 نسمة عام 2011 (وفقاً للمعهد الوطني الإسباني للإحصاء).
| 754 | 756 | 754 | 800 | 870 | 892 | 888 |